# Eurowag
WAG Payment Solutions, conocida bajo la marca Eurowag, es una empresa checa que ofrece soluciones para el transporte de mercancías y por carretera en Europa. Fundada en 1995 por sur Director Ejecutivo, Martin Vohánka, Eurowag es una plataforma europea líder en pagos integrados y movilidad centrada en el sector del transporte comercial por carretera. Con sede en Praga y 18 sucursales en toda Europa, la empresa cuenta con más 1.000 empleados y presta servicios a más de 15.000 clientes activos en 30 países de Europa.

## Historia

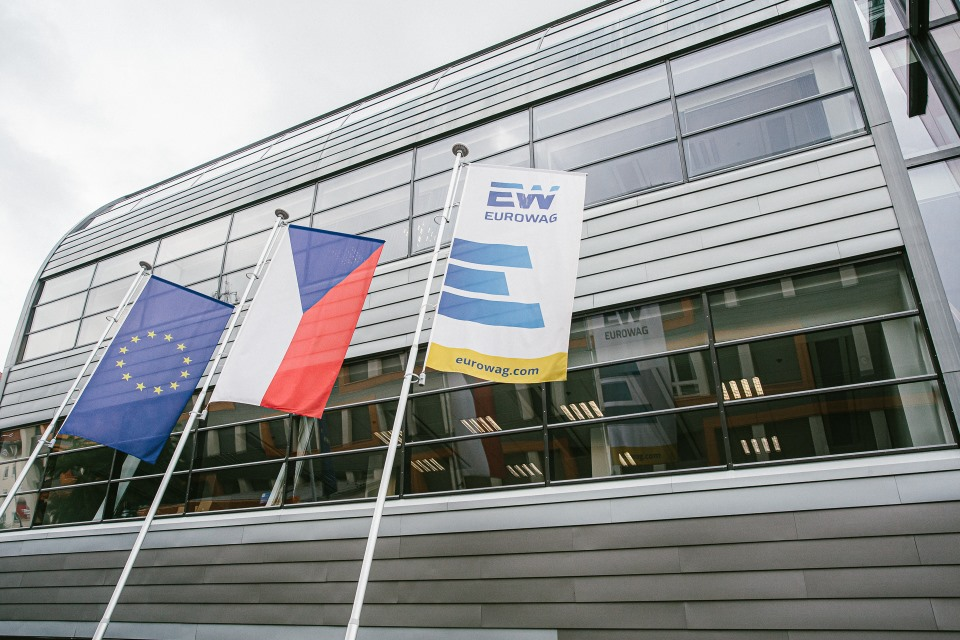

Eurowag fue fundada en 1995 por el empresario Martin Vohánka como comerciante de productos petrolíferos. Al cabo de un año, la empresa pasó a ser plenamente operativa y comenzó a distribuir productos de refinería a empresas agrícolas, compañías manufactureras y estaciones de servicio.
En el año 2000, la empresa introdujo servicios de pago mediante tarjetas de combustible. En 2015, Martin Vohánka vendió un tercio de la empresa al fondo de capital riesgo TA Associates, con sede en Boston. En octubre de 2020, Eurowag lanzó su producto E.V.A. (Enhanced Vehicle Assistant), y unos meses más tarde se introdujo eFleet Management.  En octubre de 2021, Eurowag completó su oferta pública de venta y cotizó en la Bolsa de Londres.

## Adquisiciones
En 2014, Eurowag adquirió Czech Logistics (posteriormente rebautizada como Reamon Tax), una empresa que presta servicios de devolución de impuestos en la UE. Poco después, Eurowag  adquirió también Princip, a.s., líder checo en aplicaciones de navegación y comunicaciones en el ámbito de la telemática del transporte y el cobro de peajes electrónicos, y Sygic, con sede en Eslovaquia, que ofrece navegación para automóviles en modo offline. En 2019, Eurowag obtuvo la participación mayoritaria en la empresa operadora de tarjetas de combustible ADS, un importante proveedor en el mercado español y portugués.
En 2021, Eurowag adquirió una participación en la empresa neerlandesa Last Mile Solutions, que ofrece servicios de electromovilidad. Ese mismo año, Eurowag también compró el 51% de la empresa de seguimiento de vehículos KomTeS y se asoció con Drivitty, con sede en Lituania, especializada en el pago digital de combustible.
En 2022, Eurowag adquirió todos los activos de WebEye Telematics, un proveedor de soluciones de gestión de flotas, por 60,6 millones de euros.

## Servicios y Productos

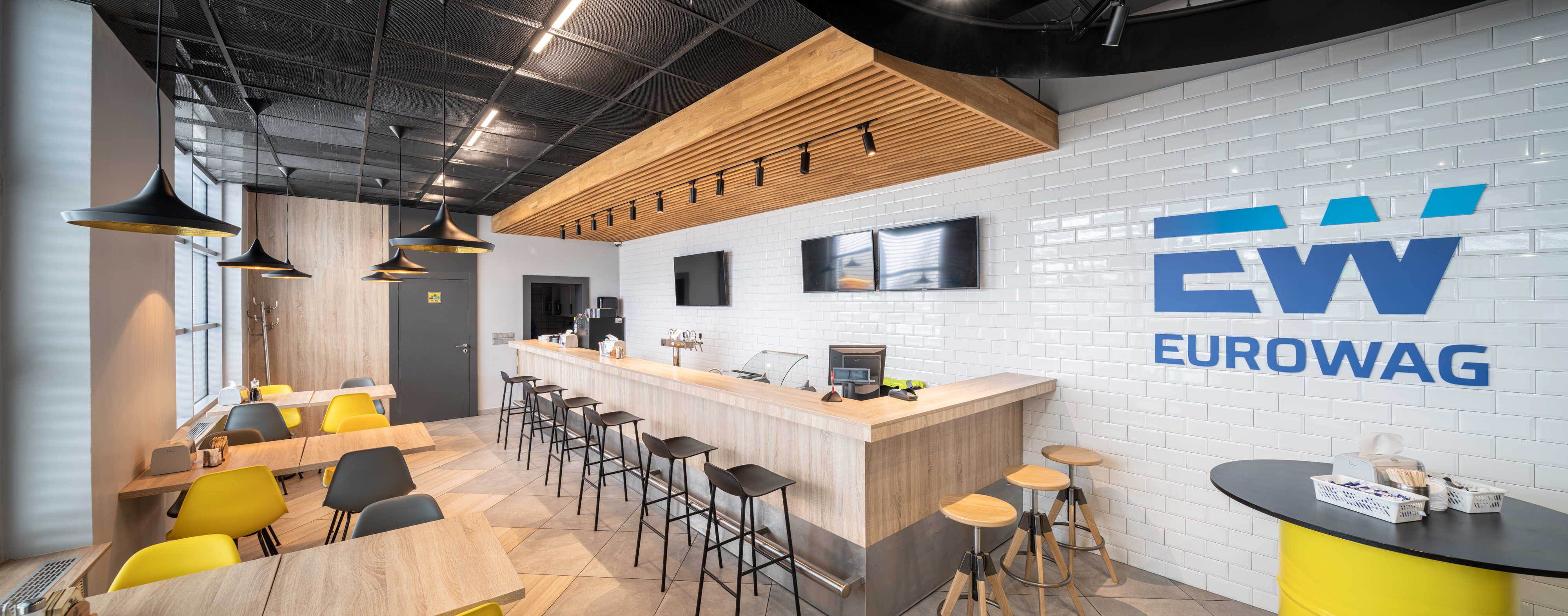

Eurowag ofrece soluciones de pago y movilidad, como el pago de combustible y la recarga de vehículos eléctricos, a través de una amplia red internacional. Los principales clientes de la empresa son las pequeñas empresas de TRC, que representan el 80% del sector.
Los servicios de Eurowag tienen como objetivo mejorar el rendimiento de los operadores de transporte, incluyendo el repostaje de vehículos, el pago de peajes, la devolución del IVA, la gestión de flotas y los servicios financieros que son utilizados por más de 250.000 vehículos en más de 30 países de Europa.
E.V.A. (Enhanced Vehicle Assistant) está integrado con EW Telematics y la unidad de a bordo EETS de Eurowag, lo que facilita el pago masivo de peajes en 8 países. El sistema de Gestión de flotas de la empresa controla estadísticas como el nivel de carga de la batería, las estaciones de carga cercanas, la ubicación del vehículo en tiempo real y las estimaciones de los costes de carga. La integración de la telemática avanzada mejora la eficiencia de los costes, mientras que la tecnología de geolocalización (Fuel Guard) protege de la extorsión y el robo de combustible.